# Amegilla scymna
Amegilla scymna är en biart som först beskrevs av Giovanni Gribodo 1893. 
Amegilla scymna ingår i släktet Amegilla och familjen långtungebin. Inga underarter finns listade i Catalogue of Life.